# 6. SS Panzer-Armee
6. SS Panzer-Armee var en tysk armé under andra världskriget. Den sattes upp under namnet 6. Panzer-Armee och tillhörde då formellt Heer, namnbytet skedde i 2 april 1945, men då den under hela sin tid hade ett betydande inslag av Waffen-SS förband och stod under befäl av SS-Oberstgruppenführer Sepp Dietrich. Så har namnet 6. SS Panzer-Armee blivit det mest använda.

## Slag

### Ardenneroffensiven
6. SS Panzer-Armee, under befäl av Sepp Dietrich, var den nordligaste av de tre arméerna som anföll och var ansvarig för att erövra offensivens huvudmål Antwerpen. Vid kl 05.30 den 16 december inleddes stormelden inför anfallet och vid 08.00 började anfallet. Armén anföll i riktning mot Elsenborn åsen i syfte att bryta igenom till Liège. Den första anfallsvågen av infanteri avancerade sakta på grund av oväntat hårt motstånd från 2nd Infantry Division och 99th Infantry Division, detta tvingade Sepp Dietrich att sätta in sina pansartrupper tidigare än planerat. 
Den sista tyska flygburna operationen sattes in den 17 december för att säkra framryckningsvägen för 6. SS Panzer-Armee, Operation Stösser. Planen vara att fallskärmsjägarna skulle landa strax norr om Malmedy.

#### Organisation
Arméns organisation 16 december 1944 vid Ardenneroffensivens början.
- I. SS-Panzerkorps
- II. SS-Panzerkorps
- LXVII. Armeekorps
- Armétrupper
  - Schwere Panzer-Abteilung 506
  - schwere Heeres-Panzerjäger-Abteilung 683
  - Sturm-Panzer-Abteilung 217 (Brummbär)
  - Sturmgeschütz-Brigade 394
  - Sturmartillerie-Brigade 667
  - Sturmgeschütz-Brigade 902
  - Armee-Panzerjäger-Abteilung 741
  - Mörser-Batterie 1098
  - Mörser-Batterie 1110
  - Mörser-Batterie 1120
  - Mörser-Batterie 428
  - 2. Flak-Division

### Ungern

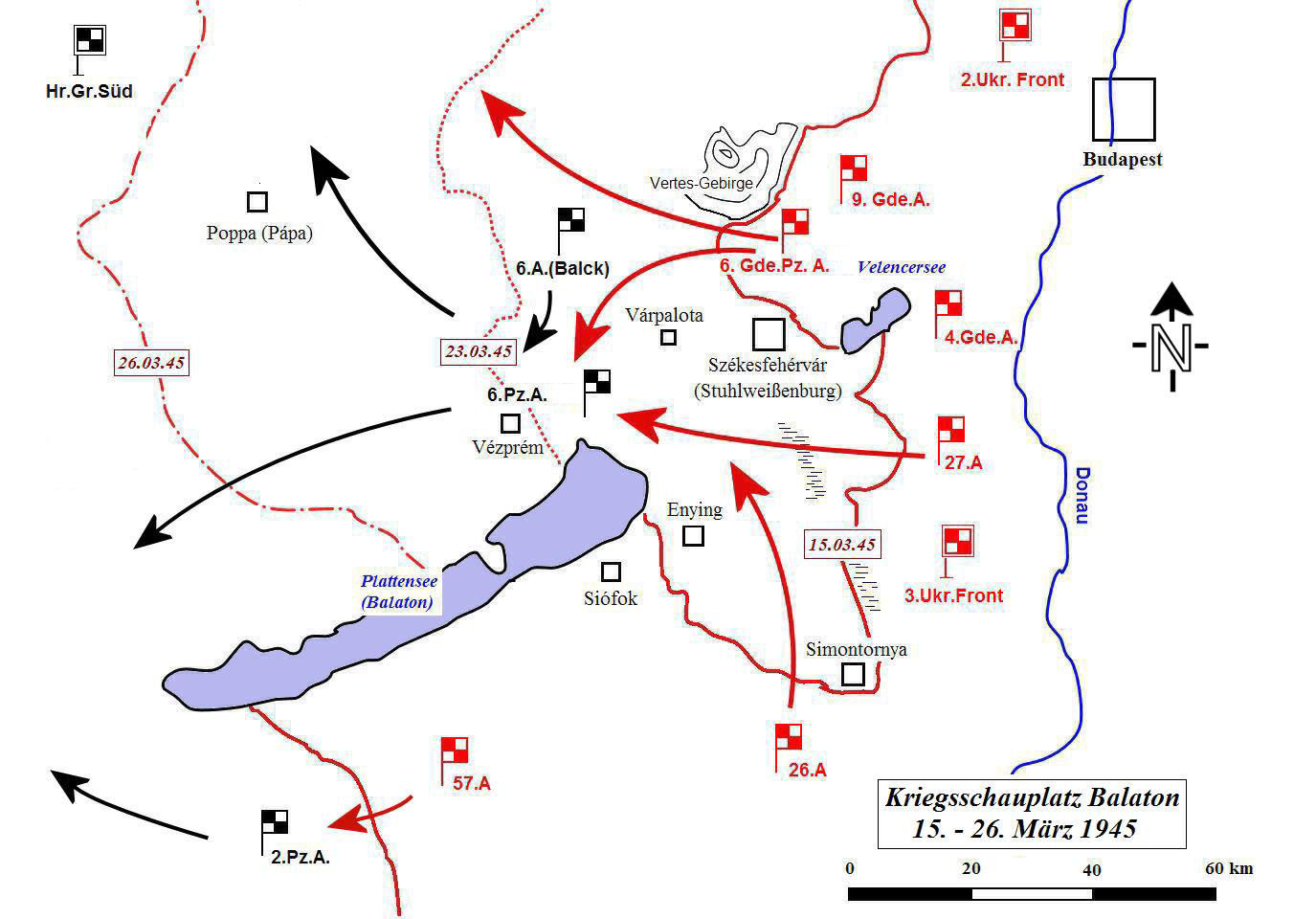
Karta över Operation Frühlingserwachen

6. SS Panzer-Armee angrepp på den norra sidan Balatonsjön i riktning mot Donau. Planen var att när man nådde floden skulle en del av armén fortsätta norrut längs Donau för att återta Budapest, resten av armén skulle vända söderut längs med Sió kanalen för att möta styrkor från armégrupp E som skulle avancera norrut genom  Mohács för att på så sätt omringa två sovjetiska arméer. Denna ambiösa plan gick om intet redan efter ett par dagar av offensiven då Röda Armén insåg vilka förband som deltog och raskt förde fram förstärkningar.

#### Organisation
Arméns organisation 5 mars 1945 vid operationens början.
- II. SS-Panzerkorps
- I. Kavallerie-Korps
- II. Ungarisches Armeekorps
- XXXXIII. Armeekorps
- I. SS-Panzerkorps

## Befälhavare
- SS-Oberstgruppenführer Josef Dietrich 	(26 okt 1944 - 8 maj 1945)

### Fotnoter
1. ↑  Beevor 2015, s. 493-494.
2. ↑  ”6. Panzerarmee”. Lexikon der Wehrmacht. http://www.lexikon-der-wehrmacht.de/Gliederungen/ArmeenPz/Panzerarmee6.htm. Läst 23 januari 2010.